# Rivoekembahoaka Ier
Rivoekembahoaka Ier (env. 1625 – 1785) plus connu sous le nom de Rafovato, est un monarque betsileo ayant régné sur le Royaume du Fisakàna (correspondant à l'actuel district de Fandriana dans la région de l’Amoron’i Mania à Madagascar) de 1655 à 1785. La tradition le retient pour sa grande sagesse et surtout pour son extraordinaire longévité, estimée à environ 150 ans.

## Origines
Rafovato descend de la Dynastie zafirambo des Zafindratrimo, qui elle-même est issue de la lignée royale antaimoro des Anteony (voir famille royale du Fisakàna).
Ratrimo, son père, est l’aîné des enfants d’Andriantanosy (ou Andriandrambobemalaza, prince ayant conquis la région de l’Anjafirambo, regroupant Ambositra et le Fisakàna) et le premier ayant été reconnu comme étant roi à part entière du Fisakàna, ayant réussi à réunir les principales seigneuries kalafotsy et vazimba sous son sceptre. Ratrimo édifie l'ossature du futur Royaume du Fisakàna et en fixe la capitale à Ambohipoloalina. Certains récits voudraient que, arrivé à un âge avancé, il s’en alla migrer en Imerina et créa le Royaume d’Ambohidratrimo.

## Accession au trône
Rafovato, connu initialement sous le nom Raboloky (le perroquet), ne fut pas à l’origine promis au trône, celui-ci devant revenir à son frère aîné Rahendry. Ce dernier hérita du tout jeune Royaume du Fisakàna vers 1650. N’ayant su retenir aucune des instructions prodiguées par son père, Rahendry, dont le nom signifie pourtant littéralement « le Sage », fut un Roi violent et sanguinaire. Lassé, le peuple le déposa et lui préféra son frère cadet RAFOVATO.

## Le règne du Souverain (1655-1785), apogée du Royaume du Fisakàna
Contrairement au règne de son frère aîné Rahendry, celui de Rafovato fut certainement plus pérenne et l’un des plus longs de l’Histoire même de l’Humanité car, à en croire la tradition, il se serait étendu sur 120 ans!
Rafovato monta ainsi sur le trône du Fisakàna vers l’âge de 30 ans. A l’antipode de son frère aîné, il fut un monarque dépositaire d’une grande sagesse et sut se faire aimer de ses sujets, au point que ces derniers, pour lui marquer leur allégeance et leur approbation, lui vouèrent eux-mêmes le nom de RIVOEKEMBAHOAKA (« celui que le peuple approuve mille fois »).
Le règne de Rafovato fut riche en anecdotes et faits historiques marquants transmis de génération en génération. D’ailleurs, l’on retrouve des récits disparates aux quatre coins de la Grande Île faisant mention d’un personnage du nom de Rafovato,d’un vieillard que les Souverains et Princes d’autres ethnies viennent spécialement approcher pour avoir conseils avisés, à l’instar du Roi sakalava du Menabe Ramasoandro (ou Ratrimolahy II, contemporain d’Andrianampoinimerina et grand-père de la Princesse Rasalimo, future épouse de Radama Ier) qui vint lui-même dans le Fisakàna dans le but de lui acheter le talisman ou l’élixir (Ody) qui lui aurait procuré cette vertu. Rafovato lui répondit tout simplement, tout en pointant son cœur du doigt, que le secret y résidait, et qu’il suffirait juste de faire le bien et la justice autour de soi pour pouvoir prétendre à une longue vie.
De son règne date la neutralisation des crocodiles dont le fleuve Fisakàna fut infesté, nuisant à la sécurité de la population. À cet effet, il fit mettre par un sorcier betsimisaraka un « Fanidy » (sorte de talisman) dans ledit fleuve afin de faire disparaître les crocodiles. Dès lors, les sujets du grand Roi ne furent plus inquiétés et firent même de leur victoire sur les crocodiles, une expression-phare qui devint par la suite la devise du Fisakàna : « Fisakàna tsa hanim-boay »(les crocodiles ne mangeront pas ceux du Fisakàna).
Excellent administrateur, la renommée du Royaume prospère s’étendit au-delà de ses frontières, attisant l’exode de divers autres peuples limitrophes ou issus de contrées plus lointaines. Citons entre autres des Betsileo de Manandriana, des Betsimisaraka, des Antambahoaka (Terak’i Mangoro), des Tanala, et même des Merina, en l’occurrence originaires de Dilambato (Zafimbazaha) ou encore d’Alasora. Cette popularité alla notamment jusqu’aux oreilles des Sakalava, venant de l’Ouest, suscitant la convoitise de ces derniers, convoitise qui entre également en ligne de compte de leur dessein de conquérir le pays betsileo tout entier.

## Postérité
Comme la plupart des Monarques de son temps, il semblerait que Rafovato eut pratiqué la polygamie. Il ne subsiste malheureusement aucune trace des noms des dites épouses royales secondaires hormis celui de la Princesse Andriambavizanaka, fille de la Princesse Ramanalina d’Andratsay-Betafo qui fut la sœur du Prince Andrianonimanjakanitany (parents du Roi Andriamasinavalona de l’Imerina) dont on sait que sont issus les trois premiers enfants du Monarque, à savoir :
- Randriandratrimo, Prince de Tsiakarandambo, de qui est issue la lignée royale survivante ;
- Razafinandrianina qui selon certaines anecdotes, aurait épousé son demi-frère Randriamanantsiary ;
- Razafinavalona, mariée à un Seigneur d’Iharana.

Ceux dont la (ou les) mère(s) ne fut pas retenue par la tradition sont :
- Andrianandrianina (ou Andriandranandriana), Prince de Miarinkanjaka, qui succéda à Rafovato sur le trône du Fisakàna du vivant même de celui-ci, vers 1785, à un âge relativement avancé ;
- Andriamanankova qui devint Randriamanantsiary, Prince d’Andraina Ambohimanarivo ;
- Ramarokoandriana, Prince d’Andrainjato, retiré à Kiandraina après un coup d’État manqué contre son frère Andrianandrianina.

## La fin de Rafovato
Le grand Roi Rafovato meure à un âge très avancé vers 1785, à 170 ans environ, faisant de son règne l’un des plus longs de l’Histoire de l’Humanité (120 ans). L’on raconte que le poids de l’âge a fait en sorte qu’il eut la tête entre les genoux, à force d’avoir le dos courbé par la vieillesse. Il fut enseveli près d’Ambohipoloalina, dans la rivière, recommandation faite de son vivant car, semble-t-il, il redoutait que les rats ne le dérangent dans son repos éternel. C’est à cet effet qu’il se fit mettre dit-on dans un cercueil en fer. Son fils Andrianandrianina déplacera la capitale du Royaume d’Ambohipoloalina à Miarinkanjaka, sa Principauté. Ce dernier règnera durant onze ans et sera remplacé par son fils, le futur Rivoekembahoaka II.